# It takes two to tango
It takes two to tango is een kunstwerk uit 1989 gelegen op de Stichtse Rotonde aan de zuidzijde van Amersfoort. Het is een werk van Ernst Hazenbroek.
Het kunstwerk is 16 meter hoog en 20 ton zwaar, en is geplaatst op een prominente invalsweg voor bezoekers van Amersfoort. Vanuit verschillende gezichtspunten ziet dit werk er anders uit.